# Red吉田
Red吉田（日语：レッド 吉田，1965年10月30日—），是日本的搞笑藝人。搞笑搭檔「TIM」的成員，擔任吐嘈的角色。通称「Red」。渡边娱乐所屬。血型是O型、身高180公分、握力80公斤。
愛車是豐田bB。

## 出演

### 电视剧
Regular
- だめんず・うぉ～か～（朝日電視台系）

準Regular
- 吾輩は主婦である（TBS系）

### 電影
- ピーナッツ（2006年）
- 木更津キャッツアイ ワールドシリーズ（2006年10月28日土曜より渋谷シネマライズ他全国一斉ロードショー）

### 綜藝節目
Regular
- 天才兒童MAX（NHK教育電視台）
- TIM神様の宿題（中国放送・山口電視台）
- 内村プロデュース（朝日電視台系、準レギュラー）
- ポケモン☆サンデー（東京電視台系）
- ラジかるッ（日本電視台系、金曜）

廣播
- 炎のTIM学院～ゴルゴ先生 レッド先生（ABCローカル）

過去
- F2スマイル（富士電視台系）
- ザ・メモリーハンター!（TBS）
- 力の限りゴーゴゴー!!（富士電視台系　1999年10月－2002年9月）
- あしたのG（富士電視台系）
- タモリのボキャブラ天国（富士電視台系）
- 東京I指令（朝日電視台系）